# Deu Rolo In Goiânia
Deu Rolo In Goiânia é o terceiro álbum ao vivo da dupla sertaneja brasileira Guilherme & Benuto, lançado em 16 de março de 2023 pela Sony Music. O álbum contém 19 faixas, incluíndo os sucessos Haja Colírio (com participação especial da dupla Hugo & Guilherme) e Assunto Delicado (com o cantor de forró Xand Avião), que, no ano seguinte, ganharam certificações de disco de diamante triplo pela Pro-Música Brasil, além de Esse B.O é Meu (com Matheus & Kauan) e Jogou Aonde (com o grupo Turma do Pagode).

## Antecedentes e gravação
Guilherme & Benuto gravaram o show em 18 de maio de 2022, no Laguna Gastrobar, em Goiânia, com as participações das duplas sertanejas Hugo & Guilherme e Matheus & Kauan, o cantor de forró Xand Avião e o grupo Turma do Pagode. Foi o primeiro projeto da dupla a ser produzido por Felipe Arná, compositor e produtor da dupla Hugo & Guilherme e do álbum Ao Quadrado, de Fred & Fabrício, lançado na mesma data do single Haja Colírio.
“Estamos muito felizes em realizar esse DVD, é um registro da nossa história como compositores. Selecionamos com carinho cada uma das faixas, foi gratificante sentir o retorno do público ali do palco”, comentam.
Até então, o sucesso mais recente, Vagabundo Chora, já contava com mais de 37 milhões de visualizações no YouTube e estava nas principais playlists das plataformas digitais, além do single Faxina, gravado e lançado em 2021, com a participação dos Barões da Pisadinha. Vale lembrar também que, no mesmo ano, o álbum DRIVE-IN incluía os sucessos Pulei na Piscina e Sigilo, que estiveram presentes no Top 50 das paradas musicais.

## Lançamento
Depois de 2 EPs com o mesmo título lançados em 2022, ambos com 3 faixas, além dos singles citados acima, em 16 de março de 2023 foi lançado o álbum completo, incluindo o sucesso IHULL.

### EP No Meio do Povo
Em 28 de outubro de 2022, foi lançado o EP intitulado No Meio do Povo, extraído das gravações do mesmo show, com 8 faixas, sendo todas medleys de regravações de clássicos do sertanejo e de outros estilos musicais, também produzido por Felipe Arná.

## Lista de faixas
| N.º            | Título                                    | Compositor(es)                                                            | Duração |  |
| 1.             | "IHULL"                                   | Diego Silveira Edson Garcia Felipe Marins Flavinho do Kadet Junior Pepato | 2:58    |  |
| 2.             | "Haja Colírio" (part. Hugo & Guilherme)   | Lucas Ing Mateus Candotti Wendell Melo                                    | 2:53    |  |
| 3.             | "Indícios"                                | Edu Moura Felipe Viana Matheus di Padua Normani Pelegrini                 | 2:53    |  |
| 4.             | "Cê Tá Doido"                             | Silveira Lari Ferreira Thales Lessa                                       | 2:31    |  |
| 5.             | "Amor é Uma Garrafa (Garrafa Cheia)"      | Felipe KeF Kaique KeF Philipe Pancadinha Rodrigo Marco                    | 3:09    |  |
| 6.             | "Passou Meu Grau"                         | Bonnyek Junior Calipha Leo Soares Theo Rodrigues                          | 3:08    |  |
| 7.             | "Assunto Delicado" (part. Xand Avião)     | Elias Costa Jean Carlos Mayky Muniz Washington Jr.                        | 3:00    |  |
| 8.             | "Eu Mudei"                                | Nuto Artioli                                                              | 3:12    |  |
| 9.             | "Wifi (Eueela Tudo Junto)"                | Jr Amaral Luana Gabriella Ray Diniz                                       | 2:39    |  |
| 10.            | "Esse B.O é Meu" (part. Matheus & Kauan)  | Gui Artioli N. Artioli Felipe KeF Kaique KeF Nudoze                       | 2:40    |  |
| 11.            | "Será Que Cê Deixa?"                      | Elcio Di Carvalho Juliano Tchula Ferreira Rangel Castro                   | 2:47    |  |
| 12.            | "Boca Vadia"                              | G. Artioli N. Artioli Lessa                                               | 2:34    |  |
| 13.            | "Meus Vícios"                             | G. Artioli N. Artioli Cristhyan Ribeiro Felipe Oliver                     | 2:31    |  |
| 14.            | "Roda Roda nos Buteco (Cachaça do Carai)" | Di Carvalho Lessa Anajuh Gustavo Martins Lucas Papada                     | 2:33    |  |
| 15.            | "Não Te Recomendo Pra Ninguém"            | G. Artioli N. Artioli Douglas Mello Flavinho Tinto Nando Marx             | 3:11    |  |
| 16.            | "Áudio Safado"                            | G. Artioli N. Artioli Ribeiro                                             | 2:46    |  |
| 17.            | "Terminando Antes"                        | Felipe KeF                                                                | 3:03    |  |
| 18.            | "Dona de Mim"                             | Greg Neto Kauê Segundêro Mateus Candotti Vanessinha PG                    | 3:02    |  |
| 19.            | "Jogou Aonde" (part. Turma do Pagode)     | Anajuh Ribeiro Di Carvalho Martins                                        | 2:35    |  |
| Duração total: | Duração total:                            | Duração total:                                                            | 53:55   |  |

## Repercussão e continuação
O ano de 2022 foi um ano de vitórias para Guilherme & Benuto, mesmo antes do lançamento do álbum completo, devido aos singles, principalmente Haja Colírio, que ficom 13 semanas em 1º lugar nas paradas musicais.

Em 14 de março de 2023, dois dias antes do lançamento do álbum completo, a dupla vai para Jaguariúna, interior de São Paulo, e gravam a "continuação" desse projeto, com o nome de Deu Rolo de Novo, com as participações especiais dos cantores Wesley Safadão e Simone Mendes e da dupla Maiara & Maraisa, com 15 músicas inéditas, também produzido por Felipe Arná.